# Ordem de Salavat Iulaev
A Ordem de Salavat Iulaev (em basquir: Салауат Юлаев ордены; tr. Säläwät Yulayev ordenı) é uma condecoração estatal da República do Bascortostão, estabelecida em 1998.

## História
Aordem leva o nome de Salavat Iulaev.
Foi instituída em 1998. A primeira condecoração ocorreu em 2 de outubro de 2000. O primeiro agraciado foi Irek Zulkarnayevich Burangulov, operador de máquinas da empresa coletiva "Inyakskoye", no distrito de Zianchurino.

## Descrição
A ordem é feita de prata ou de uma liga de prata com alpaca. Ela tem o formato de uma estrela de sete pontas com raios facetados. No centro, há um medalhão redondo de 50 mm de diâmetro, coberto por esmalte branco, com a imagem em relevo de Salavat Iulaev. O medalhão é contornado por um ornamento dourado em relevo.

## Estatuto
De acordo com a lei, a Ordem Salavat Iulaev é concedida a cidadãos da Federação Russa, estrangeiros e apátridas por:
- atuação estatal e pública relevante;
- heroísmo e salvamento de vidas;
- grandes conquistas produtivas;
- méritos científicos e de pesquisa;
- excelência nas artes, cultura e literatura;
- para serviços de manutenção da ordem pública;
- contribuição à segurança pública;
- destaque na educação e formação patriótica da juventude.

## Procedimento de adjudicação
A  ordem é concedida pelo chefe da República do Bascortostão, por meio de decreto oficial.

## Ligações
- Lei da República do Bascortostão "Sobre prêmios estatais e títulos honoríficos da República do Bascortostão" (conforme alterada pelas Leis da República do Bascortostão de 07.11.2006 nº 371-z, de 03.07.2007 nº 448-z, de 24.06.2008 nº 20-z) Cópia arquivada no Wayback Machine
- Instruções sobre o procedimento de nomeação para a concessão da Ordem de Salavat Iulaev Aprovado pelo Decreto do Presidente da República do Bascortostão de 27 de agosto de 1999 N UP-568